# The Kills

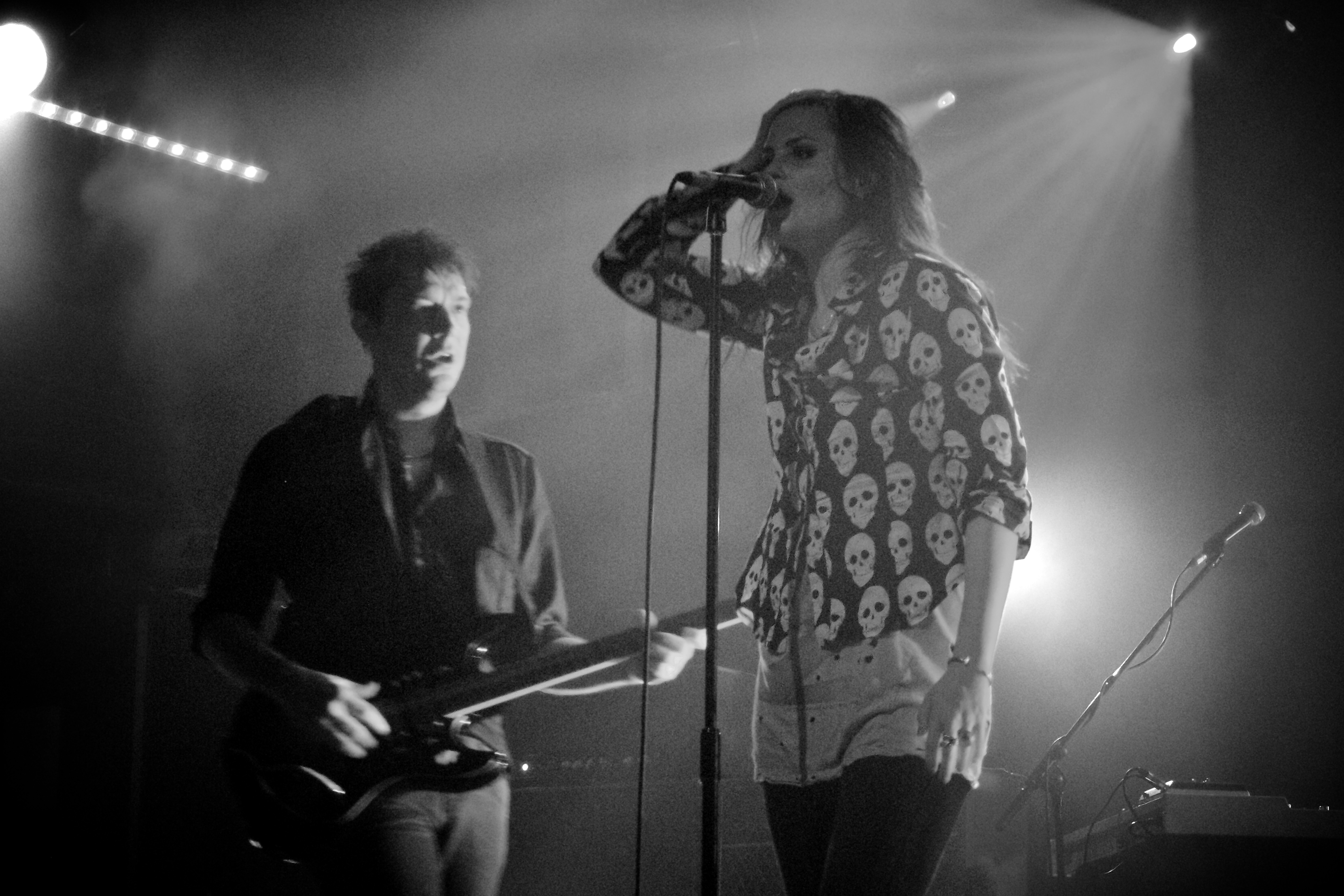
The Kills - 2011

The Kills – zespół indierockowy założony przez amerykańską wokalistkę Alison Mosshart ("VV") i brytyjskiego gitarzystę Jamiego Hince'a ("Hotel").

## Historia
Przed założeniem The Kills, Alison Mosshart grała we florydzkim zespole punkrockowym Discount a Jamie Hince w Fiji, Scarfo oraz w Blyth Power. Spotkali się w hotelu, po czym rozpoczęli wspólne pisanie tekstów. Początkowo korespondencyjnie a po kilku miesiącach Mosshart przeniosła się z rodzinnej Florydy do Londynu.
Mosshart i Hince przyjęli pseudonimy odpowiednio "VV" i "Hotel". Ich poetyckie, minimalistyczne teksty oraz technika (używali jedynie automatu perkusyjnego) sprawiły, że demo zostało pozytywnie przyjęte, jednak tworząc w duchu punka Mosshart i Hince pomijali duże i znane wytwórnie płytowe. Ich utwór Restaurant Blouse pojawił się na kompilacji If the Twenty-First Century Did Not Exist, It Would Be Necessary to Invent It. Krótko po tym duet wydał swój pierwszy EP, Black Rooster EP, wydany przez niezależną wytwórnię płytową, w Wielkiej Brytanii przez Domino Recording Company, a w Stanach Zjednoczonych przez Dim Mak Records.
Nagranie utrzymane było w standardach Lo-fi, bluesowych, garage rockowych. Okładkę płyty stanowiło jedynie zdjęcie artystów zrobione w ulicznej budce do robienia zdjęć. Artyści jako inspirację przywołali m.in. The Velvet Underground, PJ Harvey czy Royal Trux.
Pierwszy album duet nagrał w Toe Rag Studios w ciągu dwóch tygodni. Keep on Your Mean Side był bardzo podobny do poprzedzającego go singla, zawierał utwory od przypominającego muzykę The Velvet Underground Wait, przez punkowy Fuck the People, po psychodeliczny Kissy Kissy. Album został bardzo dobrze przyjęty przez krytyków.
Duet bardzo rzadko udzielał wywiadów, co było przejawem kontynuacji punkowego, niezależnego podejścia do muzyki, negatywnego nastawienia do przemysłu muzycznego i bez elementów karierowiczostwa. Mimo to, grupa dawała dużo minimalistycznych oraz bardzo energetycznych koncertów, w które Mosshart i Hince bardzo się angażowali. Mosshart często paliła - podczas koncertu w Nowym Jorku już po zakazie palenia w miejscach publicznych, paliła od pierwszej do ostatniej piosenki.
Drugi album, No Wow, wydany w 2005 roku, był już mniej gitarowy a bardziej uwydatniał artystyczne podejście duetu do wykonywanej muzyki. Z powodu awarii syntezatora Hince'a podczas nagrań, centralnym instrumentem drugiego albumu była gitara elektryczna. Pierwszy singel z No Wow, "The Good Ones", osiągnął 23 pozycję na brytyjskich listach przebojów.
"VV" śpiewała refren tytułowego utworu płyty Placebo, Meds z 2006 roku.
W tym samym roku utwór Wait z Keep on Your Mean Side pojawił się w filmie Ludzkie dzieci w reżyserii Alfonso Cuaróna.
3 czerwca 2016 ukazał się piąty album studyjny grupy, Ash & Ice.

## Dyskografia
- Keep on Your Mean Side (2003)
- No Wow (2005)
- Midnight Boom (2008)
- Blood Pressures (2011)
- Ash & Ice (2016)[2]
- God Games (2023)